# Harry Hess
Harry Hammond Hess (New York. 24. svibnja 1906. – Woods Hole, 25. kolovoza 1969.), američki geolog te kontraadmiral u Drugome svjetskom ratu.
Smatra se jednim od utemeljitelja teorije tektonike ploča, kojoj je doprinio uspostavljanjem teorije širenja morskog dna, osobito radeći na povezanosti otočnih lukova, podmorskih gravitacijskih anomalija te serpentiniziranih peridotita. Pretpostavio je da je konvekcija plašta pokretačka sila ovog procesa. Njegov rad osigurao je temelj za razvoj teorije tektonike ploča.